# Semantic MediaWiki
Semantic MediaWiki (o abreujat amb SMW) és una extensió de MediaWiki que permet anotar dades semàntiques dins d'una pàgina wiki, podent transformar el wiki que la conté en un wiki semàntic. Les dades emmagatzemades poden utilitzar-se en cerques semàntiques o agregacions, mostrades en diferents visualitzacions, com ara mapes, calendaris i gràfiques, i exportades en formats diversos com ara RDF i CSV.

## Història
La primera versió del Semantic MediaWiki va aparèixer el 2005 fruit del treball de Markus Krötzsch, Denny Vrandečić i Max Völkel. El seu desenvolupament va gaudir finançament inicial d'un projecte FP6 i, després, gràcies a la Universitat de Karlsruhe. Posteriorment va prendre'n el relleu diferents membres de la comunitat que en va sorgir al voltant.

## Sintaxi bàsica
Les anotacions semàntiques es realitzen mitjançant «propietats» que connecten la pàgina on es troben a altres dades, que poden ser unes altres pàgines o altres valors, com ara cadenes de text o nombres. La relació entra la propietat i el seu valor reflecteix un triplet semàntic del tipus subjecte -> predicat -> objecte.
Com a exemple, una pàgina sobre Alemanya podria incloure l'estament que la seva capital és Berlín. En aquest cas, la sintaxi seria:
```
 ... la capital és [[Té capital::Berlín]]...

```

que és equivalent a l'afirmació «Alemanya» «té capital» «Berlín», assumint cada element el paper de subjecte, predicat i objecte respectivament.
En tot cas, la forma més habitual d'emmagatzemar aquestes relacions és mitjançant plantilles de MediaWiki, que ja inclouen la sintaxi necessària. En el cas anterior, «Alemanya» podria estar definida per una plantilla de país del tipus:
```
{{País
...
|Capital=Berlín
...
}}
```

I la plantilla «País» contindria llavors l'assignació semàntica.

## Comunitat
La comunitat de desenvolupadors i usuaris es reuneix 2 cops a l'any, a la primavera a Nord-amèrica i a la tardor a Europa, en esdeveniments que s'anomenen SMWCon. Aquestes trobades han reunit fins ara entre 30 i 100 persones segons l'edició, i acostumen a tenir sessions de formació i altres pròpiament en format conferència.